# NGC 1573
 NGC 1573  هي مجرة إهليلجية تقع في كوكبة الزرافة (كوكبة). تم اكتشافها في 1 أغسطس 1883 من قبل ويلهلم تمبل. ووصفها جون لويس إميل دراير، وهو مؤلف كتالوج العام الجديد، بأنها «ضعيفه جدا وصغيره». وهي تبعد حوالي 190 مليون سنة ضوئية (58 ميغافرسخ فلكي).
المجرة PGC 16052 ليست كائن NGC، كما أنها لا ترتبط جسديا مع NGC 1573، ولكن غالبا ما يسمى NGC 1573A. وهي مجرة لولبية ذات حجم واضح يبلغ حوالي 14.0. في عام 2010 تم اكتشاف مستعر أعظم في PGC 16052.

## وصلات خارجية
- NGC 1573 على موقع ويكي سكاي: DSS2, SDSS, GALEX, IRAS, Hydrogen α, X-Ray, Astrophoto, Sky Map, Articles and images